# Cioè... voglio dire...
Cioè... voglio dire... è un album realizzato nel 1973 dal cantautore Corrado Castellari e pubblicato nello stesso anno dalla casa discografica Ri-Fi.

## Tracce
Lato A
1. Il vecchione (testo di Camillo Castellari; musica di Corrado Castellari) - 3'21"
2. Banditi (testo di Stefano Scandolara; musica di Corrado Castellari) - 3'43"
3. Avevo una ragazza (testo di Camillo Castellari; musica di Corrado Castellari) - 2'59"
4. Anche il nostro è amore (testo di Camillo Castellari; musica di Corrado Castellari) - 3'55"
5. Una città (testo di Camillo Castellari; musica di Corrado Castellari) - 4'15"

Lato B
1. Cuore di ferro (Cuore di straccio) (testo di Camillo Castellari; musica di Corrado Castellari) - 3'00"
2. Sarà il viaggio (testo di Camillo Castellari; musica di Corrado Castellari) - 4'25"
3. Precisamente (testo di Stefano Scandolara e Camillo Castellari; musica di Corrado Castellari) - 3'06"
4. Tranquillità (testo di Camillo Castellari; musica di Corrado Castellari) - 3'40"
5. Un'ora, un giorno, la vita (testo di Camillo Castellari; musica di Corrado Castellari) - 3'09"

## Formazione
- Corrado Castellari – voce, chitarra
- Ernesto Massimo Verardi – chitarra
- Gigi Cappellotto – basso
- Tullio De Piscopo – batteria
- Norina Piras – pianoforte, cori
- Bruno De Filippi – chitarra, armonica
- Victor Bach – pianoforte
- Pino Presti – basso
- Dario Baldan Bembo – tastiera
- Rolando Ceragioli – batteria
- Giancarlo Barigozzi – sassofono soprano